# ألطاي (نظام الهاتف المحمول)
نظام الهاتف المحمول ألطاي (بالروسية: Алтай) هو خدمة هاتف محمول من الجيل 0 قبل ظهور الهاتف الخلوي، قُدمت أول مرة في الاتحاد السوفيتي في عام 1963، وأصبحت متاحة في معظم المدن الكبرى بحلول عام 1965. إنها شبكة تردد بالغ الارتفاع/تردد شديد الارتفاع آلية بالكامل تسمح لعقدة محمولة بالاتصال بهاتف أرضي، وقد صُممت لخدمة المسؤولين الحكوميين (أضيف لسيارات المسؤولين) وخدمات الطوارئ، ولكنها انتشرت منذ ذلك الحين في الاستخدام العام، ولا تزال مستخدمة في بعض الأماكن، حيث تفوق مزاياها مزايا شبكات الهاتف الخلوي التقليدية. بدأ العمل على نظام الاتصالات المتنقلة الآلية في عام 1958 في معهد فورونيج للأبحاث والاتصالات وأقيمت محطات المشتركين ومحطات القاعدة للتواصل بين عقد الاتصال في هذه الشبكة.